# ONE PIECE エピソードオブメリー 〜もうひとりの仲間の物語〜
『ONE PIECE エピソードオブメリー 〜もうひとりの仲間の物語〜』（ワンピース エピソードオブメリー もうひとりのなかまのものがたり）は、2013年8月24日に土曜プレミアム枠で放送された、テレビアニメ『ONE PIECE』のスペシャル番組。

## 概要
『エピソードオブナミ』『エピソードオブルフィ』に続く、土曜プレミアム枠のテレビスペシャル第3弾。麦わらの一味と、もう一人の仲間である海賊船「ゴーイングメリー号」の出会いから別れまでを描くリメイク作品。
ストーリーは、メリー号のことを唯一知らないブルックにウソップが思い出を語るという形で、ウォーターセブン編とエニエス・ロビー編のエピソードを中心に進行する。完全新作画で描かれ、メリー号や海軍船はCGで表現されている。ラストシーンは、劇場版『ONE PIECE FILM Z』のプロローグストーリー『GLORIOUS ISLAND』に繋がっている。
2013年11月29日、Blu-ray DiscとDVDが発売された。また、ゼフ役の矢田耕司は放送から約9ヶ月後の2014年5月1日に死去したため、声優最後の出演である。

## あらすじ
新世界に突入したルフィ達は、海賊船サウザンドサニー号で個々のひとときを過ごしていた。そんな中、ウソップ・チョッパーと共にソルジャードックシステムの整備点検をしていたブルックは、ミニメリー2号にはモデルとなったものがあるのではと問いだす。ブルックが麦わらの一味の初代海賊船・ゴーイングメリー号のことを知らないことに気づいたウソップは、メリー号にまつわる思い出話を語りだす。

## キャスト
麦わらの一味
- モンキー・D・ルフィ - 田中真弓
- ロロノア・ゾロ - 中井和哉
- ナミ - 岡村明美
- ウソップ - 山口勝平
- サンジ - 平田広明
- トニートニー・チョッパー - 大谷育江
- ニコ・ロビン - 山口由里子
- フランキー - 矢尾一樹
- ブルック - チョー
- ゴーイングメリー号、クラバウターマン - 桑島法子

CP9
- スパンダム - 小野坂昌也
- ロブ・ルッチ - 関智一
- カク - 置鮎龍太郎
- ジャブラ - 高塚正也
- ブルーノ - 佐々木誠二
- クマドリ - 吉田裕秋
- フクロウ - 渡辺久美子
- カリファ - 進藤尚美

海軍
- 青雉 - 子安武人
- オニグモ - 藤本たかひろ
- モモンガ - 太田真一郎

ウォーターセブンの人々
- アイスバーグ - 及川いぞう
- ココロ - 真山亜子
- チムニー - 斎藤千和
- ザンバイ - 三宅健太
- モズ - 日比愛子
- キウイ - 塩山由佳

その他
- カヤ  - 國府田マリ子
- 執事メリー - 土門仁
- ハグワール・D・サウロ - 草尾毅
- ゼフ - 矢田耕司
- 役名なし - 田中大文、金本涼輔、福原耕平、荒井聡太、松原大典、宮崎寛務、宮坂俊蔵、半田裕典、服巻浩司

## スタッフ
- 原作 - 尾田栄一郎
- 企画 - 情野誠人・髙木明梨須（フジテレビ）、櫻田博之
- 監督 - 所勝美
- 脚本 - 上坂浩彦
- 製作担当 - 藤岡和実
- 音楽 - 田中公平、浜口史郎
- キャラクターデザイン・総作画監督 - 井上栄作
- サブキャラクターデザイン - 中谷友紀子
- 美術監督 - 渡辺佳人
- 色彩設計 - 堀田哲平
- 撮影監督 - 五十嵐慎一、桑良人
- 作画監督 - 中谷友紀子、一居一平、藤﨑真吾、吉岡敏幸、金久保典江、北崎正浩、土信田和幸、横山健次、井手武生、久田和也、高木雅之、石塚勝海
- 制作協力 - 東映
- 制作 - 東映アニメーション、フジテレビ

## 主題歌
主題歌「Horizon Knot〜君と見てた夢」
作詞 - 藤林聖子 / 作曲 - 江畑兵衛 / 編曲・歌 - TRIPLANE
エンディングテーマ「memories」
作詞 - 大槻真希 / 作曲 - 森純太 / 編曲・歌 - moumoon
テレビシリーズの第1期エンディングテーマのカバー。
挿入歌「BRAND NEW WORLD」
作詞 - 吉田安英 / 編曲 - IKUMA with YOICHI WATANABE / 作曲 - 吉田安英・IKUMA / 歌 - D-51
地上放送版のみ。スカパー版及びDVD版及び配信版ではきただにひろしの「ウィーアー! for the new world」に差し替えられている（本編では第516話で挿入歌として使用された）。